# Brandon Barker
Brandon Lee Colin Barker (Mánchester, Inglaterra, 4 de octubre de 1996) es un futbolista británico que juega como mediocampista en el Avro F. C. de la Northern Premier League. También ha representado a Inglaterra en las categorías menores de sub-18, sub-19 y sub-20.

## Trayectoria

### Manchester City
Barker se unió a la academia del Manchester City a la edad de ocho años. Fue el ganador del premio al Jugador del Año de la Academia de la temporada 2013-14 y firmó su primer contrato profesional con el Manchester City en julio de 2014. En los primeros meses de la temporada 2015-16 apareció en el banco del primer equipo varias veces, pero no logró hacer acto de presencia. Barker hizo su debut en el primer equipo el 21 de febrero de 2016, sustituyendo a Bersant Celina en la derrota por 5-1 ante el Chelsea en la quinta ronda de la FA Cup.

### Rotherham United
El 6 de noviembre de 2015, Barker fue cedido al Rotherham United del EFL Championship por aproximadamente dos meses. Al día siguiente hizo su debut, jugando 90 minutos y anotando en la derrota 5-2 ante Ipswich Town. El 15 de diciembre de 2015, Manchester City retiró a Barker de su préstamo.

### NAC Breda

#### Temporada 2016-17
En agosto de 2016, Barker se fue al NAC Breda de la Eerste Divisie holandesa en préstamo para la temporada 2016-17. Hizo su debut el 19 de agosto, como sustituto en la derrota por 1-2 ante MVV Maastricht. Su primer gol llegó el 21 de octubre, en la victoria por 3-1 sobre Fortuna Sittard.

### Hibernian

#### Temporada 2017-18
El 17 de agosto de 2017, Barker fue cedido al Hibernian de la Scottish Premiership para la temporada 2017-18. Barker dijo en noviembre que se había animado a mudarse a Escocia así como lo hizo su compatriota Patrick Roberts, un extremo que se había mudado a préstamo del Manchester City al Celtic. Barker anotó su primer gol para los Hibs en la victoria por 2-1 contra Motherwell el 31 de enero, pero luego sufrió una lesión en los isquiotibiales que le impidió jugar su próximo partido. Hacia el final de la temporada, Barker dijo que esperaba que el Manchester City lo prestara nuevamente y que estaría interesado en regresar a los Hibs.

### Preston North End

#### Temporada 2018-19
Barker se unió a Preston North End en préstamo para la temporada 2018-19. El primer gol de Barker para Preston North End fue la victoria por 3-1 sobre Morecambe en la Carabao Cup el martes 14 de agosto de 2018.

### Rangers
Barker firmó con los Rangers en agosto de 2019.

## Selección nacional
Barker hizo su debut con la sub-18 de Inglaterra en octubre de 2013 y luego jugó en las categorías sub-19 y sub-20.

## Clubes
| Club                             | País         | Año       | Part | Goles |
| -------------------------------- | ------------ | --------- | ---- | ----- |
| Manchester City F. C.            | Inglaterra   | 2015-2019 | 1    | 0     |
| Rotherham United F. C. (cedido)  | Inglaterra   | 2015      | 4    | 1     |
| NAC Breda (cedido)               | Países Bajos | 2016-2017 | 22   | 2     |
| Hibernian F. C. (cedido)         | Escocia      | 2017-2018 | 27   | 2     |
| Preston North End F. C. (cedido) | Inglaterra   | 2018-2019 | 20   | 2     |
| Rangers F. C.                    | Escocia      | 2019-2022 | 12   | 1     |
| Oxford United F. C. (cedido)     | Inglaterra   | 2021      |      |       |
| Reading F. C.                    | Inglaterra   | 2022      |      |       |
| A. C. Omonia Nicosia             | Chipre       | 2022-2023 |      |       |
| Morecambe F. C.                  | Inglaterra   | 2024      |      |       |
| Avro F. C.                       | Inglaterra   | 2025-     |      |       |

## Palmarés

### Títulos nacionales
| Título         | Club                 | País   | Año  |
| -------------- | -------------------- | ------ | ---- |
| Copa de Chipre | A. C. Omonia Nicosia | Chipre | 2023 |